# Хазратишох
Хазратишо́х (Хозретиши́, Хазретиши, Хазретиша, тадж. Ҳазрати Шоҳ) — горный хребет на юге Таджикистана, примыкающий к западной части Дарвазского хребта. Протяжённость хребта составляет около 55 км. С запада его ограничивают долины Обиминьоу и Обиравноу. Максимальная высота — 4088 м. Хребет сложен конгломератами. На склонах произрастает степная растительность и заросли полуксерофильных кустарников.